# خشونت (آلبوم ادیتورز)
«خشونت» (به انگلیسی: Violence) ششمین آلبوم استودیویی از ادیتورز گروه موسیقی اهل بریتانیا است که در ۹ مارس ۲۰۱۸ از طریق پی‌آی‌ای‌اس ریکوردینگز منتشر شد.

## نمودار
| نمودار (۲۰۱۸)                             | اوج جایگاه |
| ----------------------------------------- | ---------- |
| آلمان (۱۰۰ آلبوم رسمی برتر)               | ۶          |
| اتریش (او۳ اتریش)                         | ۶          |
| اسپانیا (سازنده‌های موسیقی)                | ۲۹         |
| اسکاتلند (شرکت آفیشال چارتس)              | ۵          |
| ایتالیا (فدراسیون صنعت موسیقی)            | ۲۴         |
| ایرلند (انجمن صنعت ضبط)                   | ۲۰         |
| بریتانیا (شرکت آفیشال چارتس)              | ۶          |
| بلژیک (آلتراتاپ فلاندرز)                  | ۱          |
| بلژیک (آلتراتاپ والونیا)                  | ۳          |
| سوئیس (جدول موسیقی سوئیس)                 | ۱۰         |
| لهستان (انجمن تولیدکنندگان صوتی و تصویری) | ۱۰         |
| هلند (مگاچارتز)                           | ۲          |